# Stupid Love (Jason Derulo)
Stupid Love is een nummer van de Amerikaanse zanger Jason Derulo uit 2014. Het is de vijfde single van zijn derde studioalbum Tattoos.
In "Stupid Love" zingt de liedverteller over allerlei gekke dingen die hij heeft gedaan, omdat hij verliefd is. Het nummer werd, in tegenstelling tot veel vorige singles van het album "Tattoos", nergens een hit. Zo werden in de Verenigde Staten geen hitlijsten gehaald. In Nederland bereikte het nummer de 23e positie in de Tipparade.

## Tracklijst
- Muziekdownload

1. "Stupid Love" - 3:34